# بلوار سان‌ست (لس آنجلس)

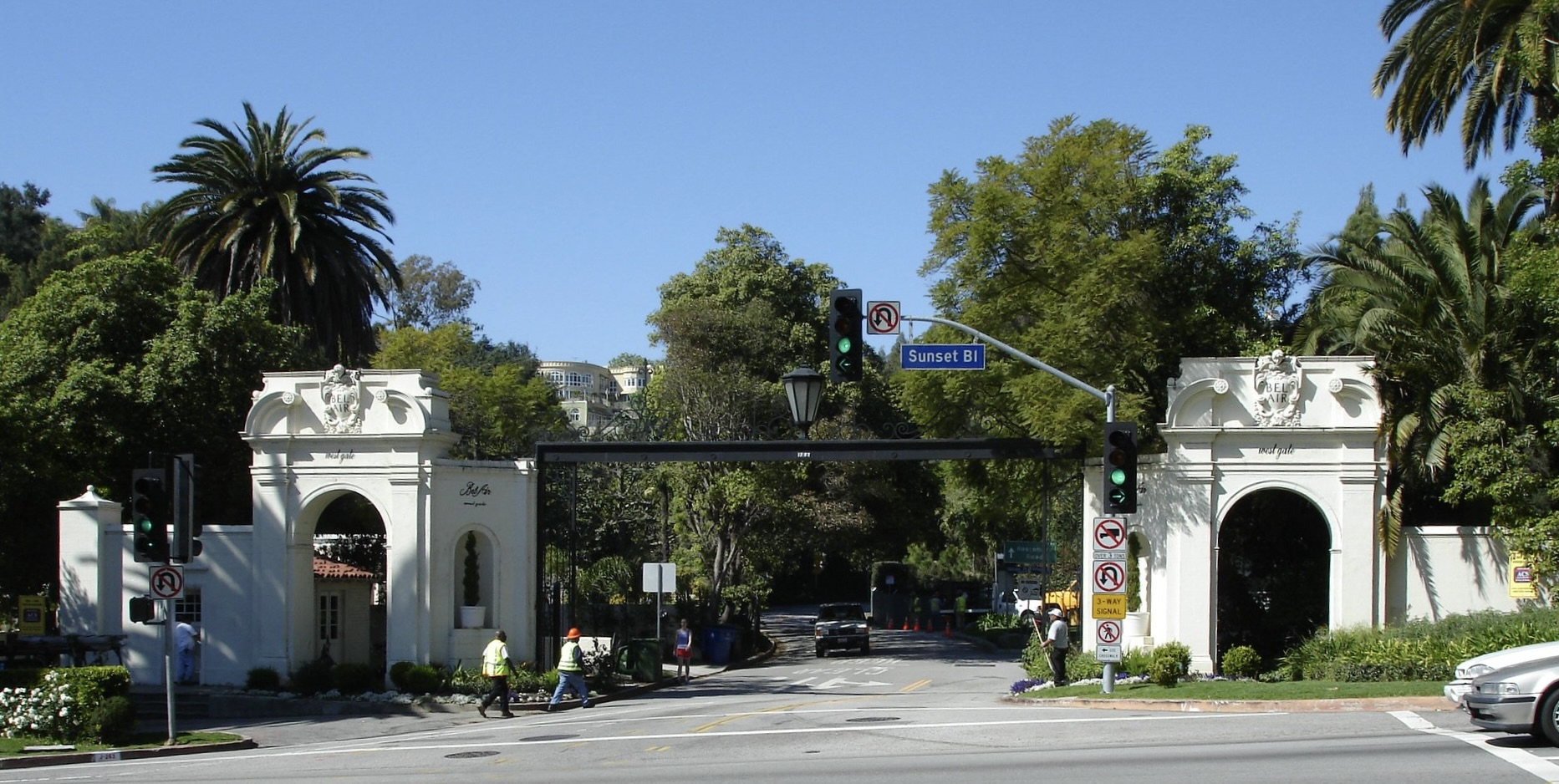
سان‌ست بلوار. در ِ غربی بل ایر.

بلوار سان‌ست خیابانی در بخشِ غرب لس آنجلس، کالیفرنیا است که از کناره‌های ساحل اقیانوس آرام آغاز شده و تا قلب شهر امتداد می‌یابد.
این خیابان در حدود ۲۲ مایل (۳۵ کیلومتر) درازا دارد و از نقاط فرهنگی لس آنجلس است.